# Montabaur Open
Il Montabaur Open è stato un torneo professionistico di tennis giocato su campi in terra rossa. Faceva parte dell'ATP Challenger Series. Si giocava annualmente a Montabaur in Germania.

## Albo d'oro

### Singolare
| Anno | Campione      | Finalista     | Punteggio     |
| ---- | ------------- | ------------- | ------------- |
| 1987 | Nicklas Kroon | Wolfgang Popp | 6–1, 6–3      |
| 1988 | Markus Rackl  | Bruno Orešar  | 6–3, 4–6, 7–5 |
| 1989 | Sascha Nensel | Jens Wöhrmann | 6–3, 6–2      |

### Doppio
| Anno | Campioni                              | Finalisti                   | Punteggio |
| ---- | ------------------------------------- | --------------------------- | --------- |
| 1987 | Axel Hornung Christian Saceanu        | Jorge Lozano Agustín Moreno | 6–3, 6–4  |
| 1988 | João Cunha e Silva Wojciech Kowalski  | Wolfgang Popp Udo Riglewski | 6–2, 7–6  |
| 1989 | Nicholas Fulwood Harald Rittersbacher | Karsten Braasch Dirk Leppen | 7–5, 6–3  |